# Escadre
Pour les articles homonymes, voir Wing.
 (octobre 2023).
 (octobre 2023).
La mise en forme du texte ne suit pas les recommandations de Wikipédia : il faut le « wikifier ».
Les points d'amélioration suivants sont les cas les plus fréquents. Le détail des points à revoir est peut-être précisé sur la page de discussion.
- Les titres sont pré-formatés par le logiciel. Ils ne sont ni en capitales, ni en gras.
- Le texte ne doit pas être écrit en capitales (les noms de famille non plus), ni en gras, ni en italique, ni en « petit »…
- Le gras n'est utilisé que pour surligner le titre de l'article dans l'introduction, une seule fois.
- L'italique est rarement utilisé : mots en langue étrangère, titres d'œuvres, noms de bateaux, etc.
- Les citations ne sont pas en italique mais en corps de texte normal. Elles sont entourées par des guillemets français : « et ».
- Les listes à puces sont à éviter, des paragraphes rédigés étant largement préférés. Les tableaux sont à réserver à la présentation de données structurées (résultats, etc.).
- Les appels de note de bas de page (petits chiffres en exposant, introduits par l'outil «  Source ») sont à placer entre la fin de phrase et le point final[comme ça].
- Les liens internes (vers d'autres articles de Wikipédia) sont à choisir avec parcimonie. Créez des liens vers des articles approfondissant le sujet. Les termes génériques sans rapport avec le sujet sont à éviter, ainsi que les répétitions de liens vers un même terme.
- Les liens externes sont à placer uniquement dans une section « Liens externes », à la fin de l'article. Ces liens sont à choisir avec parcimonie suivant les règles définies. Si un lien sert de source à l'article, son insertion dans le texte est à faire par les notes de bas de page.
- La présentation des références doit suivre les conventions bibliographiques. Il est recommandé d'utiliser les modèles {{Ouvrage}}, {{Chapitre}}, {{Article}}, {{Lien web}} et/ou {{Bibliographie}}. Le mode d'édition visuel peut mettre en forme automatiquement les références.
- Insérer une infobox (cadre d'informations à droite) n'est pas obligatoire pour parachever la mise en page.

Pour une aide détaillée, merci de consulter Aide:Wikification.
Si vous pensez que ces points ont été résolus, vous pouvez retirer ce bandeau et améliorer la mise en forme d'un autre article.
Une escadre (en anglais, wing) est une unité militaire utilisée dans la Marine et l'Aviation d’un État. 
Le terme d'escadre apparaît également dans le grade de chef d'escadre sous l'Ancien Régime puis dans l'appellation de vice-amiral d'escadre dans la Marine actuelle.

## Dans une force navale

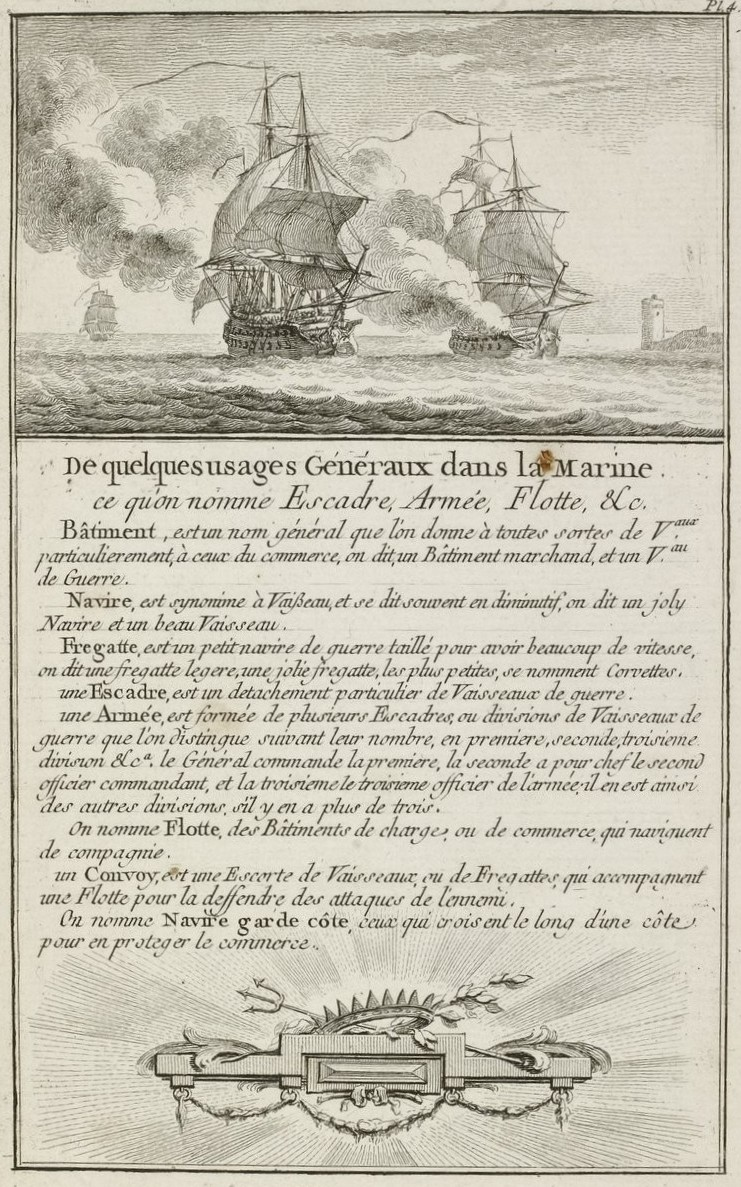
La définition d'une escadre au milieu du XVIIIe siècle.

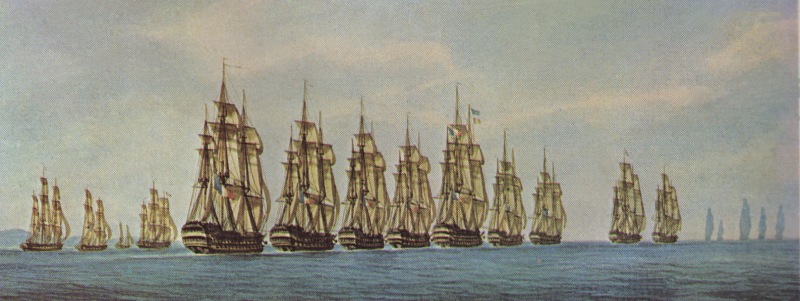
Peinture d'une escadre, par François Roux.

Une escadre est un groupe de navires de guerre opérant sous un même chef. Suivant l’époque, le terme peut décrire une force navale à la mer ou bien l’ensemble des navires de guerre affectés à une zone géographique sous un même commandement mais le terme d'escadre est rarement utilisé de nos jours. 
Du temps de la marine à voile, une escadre était un groupe de navires de ligne, sous les ordres d'un amiral. Pour décrire une escadre importante, ou flotte de guerre, on employait souvent le terme « d’armée navale », formation qui était elle-même classiquement divisée en trois escadres : l’avant-garde, commandée par le vice-amiral, le corps de bataille sous les ordres de l’amiral et l’arrière-garde, commandée par le contre-amiral. 
Une escadre était, généralement, subdivisée en divisions. Fréquemment, en fonction du nombre de vaisseaux, la division comportait trois, ou un multiple de trois vaisseaux. À côté des vaisseaux de ligne formant la ligne de bataille, on trouvait des frégates, chargées de différentes missions (liaison, reconnaissance, répétition des signaux ou aide au remorquage, par exemple). D'autres navires (brûlots, transports, navires-hôpitaux, etc.) pouvaient également accompagner l'escadre.
Au XVIIIe siècle, on constitua également des escadres d’évolution pour entraîner les équipages et les états-majors à évoluer et combattre ensemble dès le temps de paix. La première escadre d'évolution a été constituée sous le ministère du duc de Choiseul (1761-1766). Cette pratique a été reprise sous le ministère d'Antoine de Sartine (1774-1780) puis également au XIXe siècle.
À partir de 1786, une série d'ordonnances et règlements promulguée par le secrétaire d'État de la Marine, le marquis de Castries, organise la Marine française en neuf escadres qui deviennent donc également des formations administratives.
Enfin, le terme d'escadre est également utilisé à partir de la Révolution pour désigner l'ensemble des forces navales assignées à une zone géographique donnée (ce qui était appelé « flotte » sous l'Ancien Régime). Ainsi, la flotte du Levant est rebaptisée « escadre de la Méditerranée » et la flotte du Ponant « escadre de l'Atlantique » puis « flotte de l'océan ». 
De nos jours, si le terme d’escadre reste parfois encore utilisé par les médias ou le grand public pour désigner un groupe de navires de guerre, les professionnels préfèrent utiliser des descriptifs plus précis. Ainsi, par exemple, la force d'action navale de la Marine nationale française met en œuvre le « groupe aéronaval ». Lorsqu'il opère dans le cadre d'une force multinationale, ce même groupe aéronaval prend une appellation normalisée (Task group, ou Task force) suivie d'un numéro de désignation attribué par l'OTAN.

## Dans une force aérienne
Par extension, après l'apparition des forces aériennes, une escadre désigne une grande unité placée sous les ordres d'un colonel (ou même d'un général) ; on parle alors d'escadre « de chasse », d'escadre « de reconnaissance », d'escadre « de bombardement ». L'escadre aérienne, regroupe selon sa nationalité, plusieurs groupes, escadrons et/ou escadrilles. 

### France
En France, l’appellation d’escadre remplace celle de régiment, en 1932, peu avant la création officielle de l’Armée de l’air (1933).
Les escadres de l'Armée de l'air française, avant la Seconde Guerre mondiale, étaient généralement formées par deux groupes de deux escadrilles. Toutefois, l’unité opérationnelle de base était le groupe — qui disposait d'une large autonomie — pas l’escadre.
L’escadron a remplacé progressivement le groupe dans l'Armée de l'air française à partir de 1949, sans que la composition des escadres en soit modifiée. Au début des années 1990, les escadres ont été dissoutes dans le cadre du plan « Armées 2000 » et les escadrons sont devenus des unités indépendantes.
Toutefois, l'Armée de l'air a rétabli les escadres à partir de 2014 afin de réunir sous un même commandement opérationnel les escadrons « volants » et les escadrons de soutien opérationnel (ESTA ou « escadrons de soutien technique aéronautique » : ces escadrons, créés à partir de 2008 ont regroupé des fonctions et des services qui étaient donc retirés aux escadrons aériens). La notion d'escadre a été élargie et désigne maintenant une formation qui rassemble des unités et des personnels dédiés à une même mission : certaines escadres ne comportant pas d'aéronefs.
Les escadres de l'Armée de l'air qui suivent sont issues des réorganisations de 2014 et 2015 :
- la 3e escadre de chasse ;
- la 61e escadre de transport ;
- la 36e escadre de commandement et de conduite aéroportée ;
- l'escadre sol/air de défense aérienne - 1er régiment d'artillerie de l'air (ESADA - 1er RAA) ;
- l'escadre aérienne de commandement et de conduite projetable.

### États-Unis
Aux États-Unis, « escadre » est traduit par wing (plus communément « aile » en français). Chaque wing est composé de squadrons (« escadrons » en français).
Les escadres aériennes de la Marine militaire (US Navy) appartiennent à deux catégories :
- l'escadre opérationnelle embarquée à bord d'un porte-avions ou Carrier Air Wing qui est composée d'appareils de types différents réunis lors d'un embarquement ainsi que lors des périodes d'entrainement précédant l'embarquement ;
- l’escadre fonctionnelle regroupant des appareils d'un même type basés à terre de manière permanente (aviation de patrouille maritime) ou temporaire (aviation embarquée entre deux embarquements).

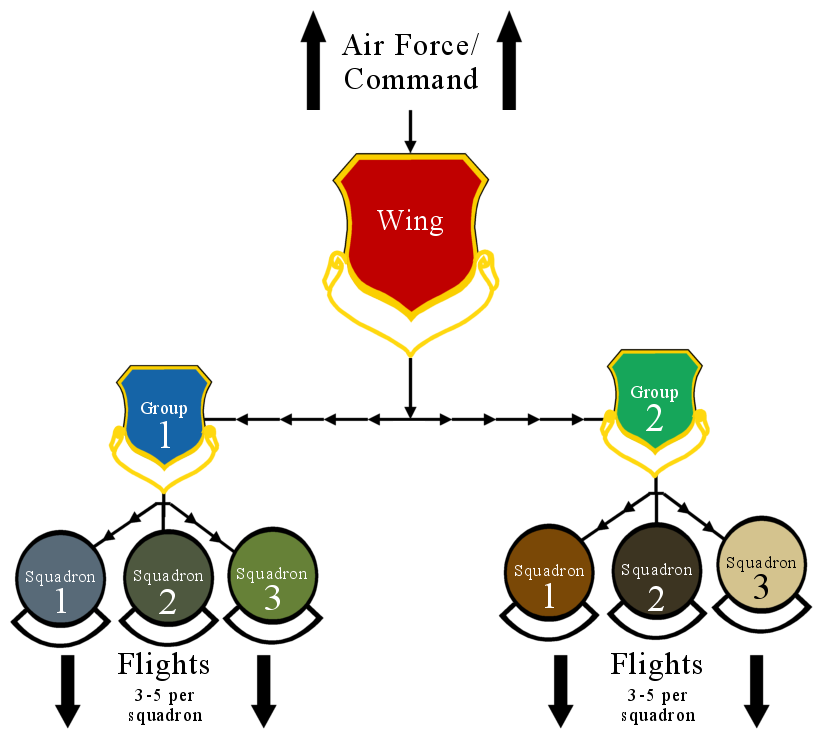
Structure normale d'une Wing de l'US Air Force avec ses groupes et ses escadrons.

Ainsi, une flottille d'avions de guerre électronique embarquée (EA-18G Growler) appartient à l'escadre fonctionnelle Electronic Attack Wing Pacific mais passe sous le commandement d'un Carrier Air Wing lors d'un embarquement sur porte-avions.
Dans l'aviation du corps des Marines (US Marine Corps), conformément à son rôle expéditionnaire, une escadre (Marine Air Wing) rassemble des appareils de types différents, en général répartis entre plusieurs Marine Air Groups composés de flottilles (squadrons) équipées d'appareils identiques. 
Enfin, dans l'Armée de l'air (USAF), le terme d'escadre peut désigner une unité aérienne (Flying Wing), spatiale (Space Wing) ou terrestre (Non-flying Wing). Jusqu'à la première guerre du Golfe environ, une escadre aérienne regroupait uniquement des appareils d'un même type. Aujourd'hui, l'Armée de l'air met également en œuvre des escadres expéditionnaires temporaires (Air Expeditionary Wings) qui sont mises en service opérationnel pendant une période donnée dans le but d’accomplir une mission. Ces unités expéditionnaires regroupent le plus souvent des appareils de types différents.